# مجموعة طلال أبو غزالة الدولية
 مجموعة طلال أبوغزالة  هي واحدة من أكبر المجموعة العالمية من شركات الخدمات المهنية التي تعمل في حقول المحاسبة، التدقيق الخارجي، التدقيق الداخلي، حوكمة الشركات، الضرائب، الاستشارات التعليمية، الدراسات الاقتصادية والإستراتيجية، خدمات الاستشارات الإدارية، التدريب المهني والفني، نقل التقنية وإدارة المشاريع، إدارة العقارات، خدمات المستثمرين واستشارات الأعمال، الموارد البشرية وخدمات التوظيف، الحكومة الإلكترونية، التجارة الإلكترونية، التعليم الإلكتروني وتدقيق أمن تقنية المعلومات، تطوير وتصميم المواقع، الترجمة الفورية والترجمة المهنية، تعريب المواقع، تسجيل أسماء المجال، التخطيط الاستراتيجي لتقنية المعلومات والاتصالات، الخدمات الاستشارية لتخطيط موارد المشاريع، التدريب على مهارات تقنية المعلومات والإنترنت وامتحاناتها، وكالة أنباء الملكية الفكرية، تقييم أعمال وموجودات الملكية الفكرية وخدمات الأعمال التجارية، تسجيل وحماية الملكية الفكرية، تجديدات الملكية الفكرية، حماية وإدارة حقوق الملكية، الخدمات القانونية (استشارات ومحاماة) والاكتتابات العامة.
وتضم المجموعة أكثر من 2000 مهني من مختلف التخصصات يعملون من خلال مكاتبها البالغ عددها 80 مكتباً والمنتشرة في الشرق الأوسط وشمال إفريقيا، ومكاتب تمثيلية في أوروبا وآسيا وأمريكا الشمالية.

## الاندماجات
طورت مجموعة طلال أبوغزاله العديد من الروابط مع أهم المنظمات العالمية التي تتضمن:
- المكتب التنفيذي لفريق الأمم المتحدة لتقنية المعلومات والاتصالات (UNICT) [3]
- منظمة التجارة العالمية (WTO)
- برنامج تطوير الأمم المتحدة (UNDP)
- لجنة ممارسات التدقيق الدولية (IAPC)
- لجنة معايير المحاسبة الدولية (IASC)
- الاتحاد الدولي للمحاسبين (IFAC)
- معايير المحاسبة والإبلاغ الدولية (ISAR)
- غرفة التجارة العالمية (ICC)
- جمعية خبراء التراخيص العالمية (LESI)

## الإنجازات
أوجدت المجموعة العديد من المجمعات والجمعيات العربية المختصة مثل:
- المجمع العربي للإدارة والمعرفة
- جمعية خبراء التراخيص - الدول العربية
- المجمع العربي للمحاسبين القانونيين
- المجمع العربي للملكية الفكرية

## النشاطات
كانت المجموعة وما زالت بمثابة شريك مقرب للأمم المتحدة لعدة عقود ومن خلال ذلك بذلت العديد من الجهود في التعاون مع المكتب التنفيذي لفريق الأمم المتحدة لتقنية المعلومات والاتصالات (UN ICT TF) باستخدام تقنيات المعلومات والاتصالات للوصول إلى أهداف تطوير الألفية للأمم المتحدة (MDGs).
وقعت مجموعة طلال أبوغزاله العديد من الاتفاقيات مع الأمم المتحدة بالإضافة إلى مذكرة التفاهم (MoU) مع منظمة التجارة العالمية لإدارة وترجمة موقع إلكتروني عربي جديد لمنظمة التجارة العالمية.
التحقت المجموعة بمنظمة التجارة العالمية لنشر نسخة عربية من دليل الأعمال لنظام التجارة العالمي وقد فازت مؤخرا بموافقة في نيسان 19، 2007 لترجمة وثائق المنظمة العالمية للملكية الفكرية (WIPO) إلى اللغة العربية.

## وصلات خارجية
- موقع مجموعة أبوغزاله